# Grande Brasile
Il Grande Brasile è stato un Con-Ro, appartenuto dal 2000 al 2025 al Gruppo Grimaldi ed operato dalla controllata ACL.

## Servizio
L'unità è entrata in servizio di linea nel 2001.

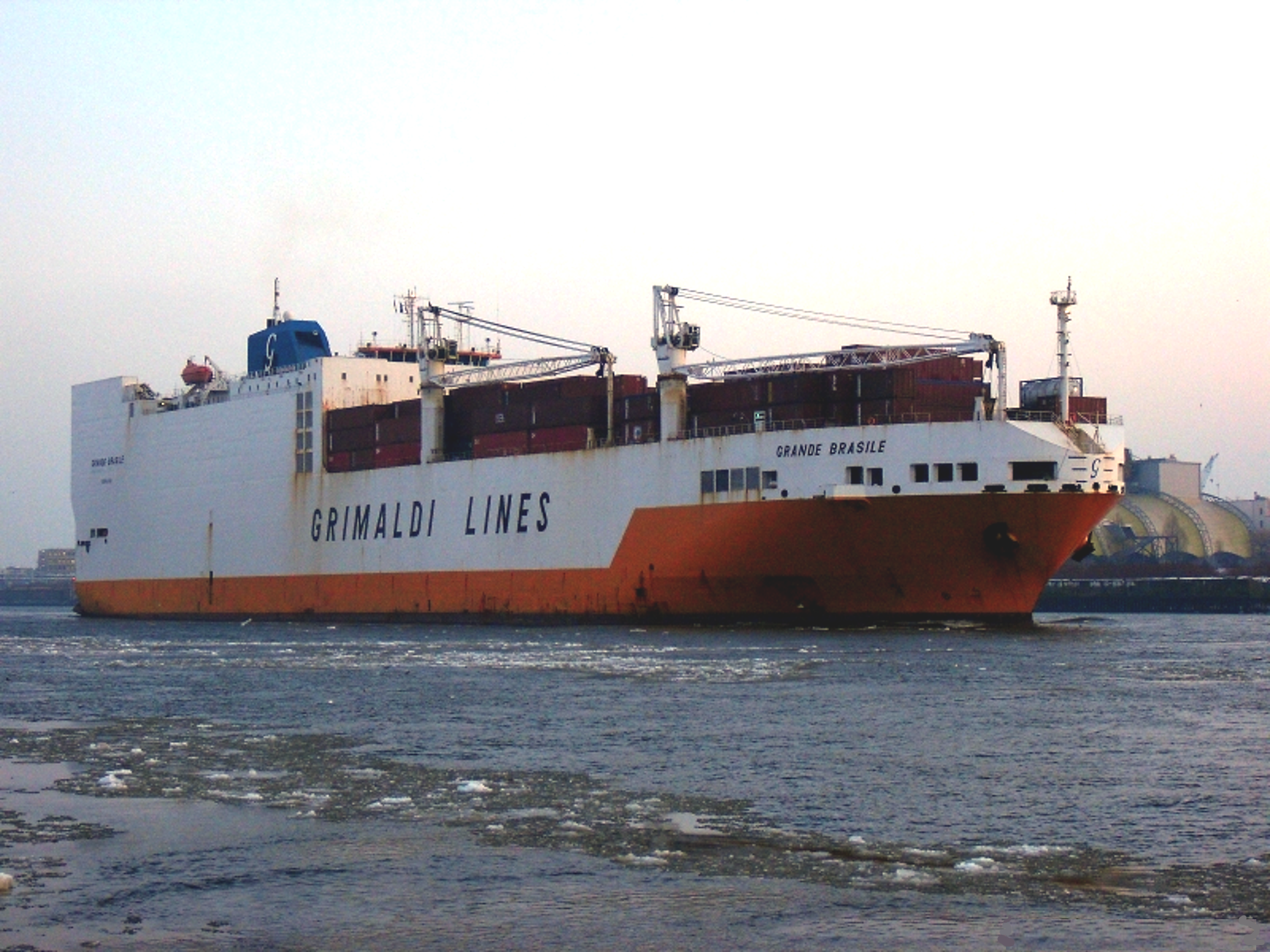
Il Grande Brasile in navigazione nell'Elba nel 2010.

Il 18 febbraio 2025, durante la navigazione a circa 12 miglia da Ramsgate, è scoppiato un incendio su uno dei ponti della nave, che è stata subito assistita da 2 rimorchiatori. Successivamente è scoppiato un secondo incendio su un altro ponte della nave, portando all'abbandono della nave da parte dei 28 membri dell'equipaggio che sono stati trasferiti alla vicina Ramsgate.
Il Con-Ro, dopo aver continuato a bruciare per giorni privo di equipaggio, è stato trasferito al rimorchio nel porto di Anversa il 25 febbraio seguente.
Dichiarata la perdita totale dell'unità, il 19 aprile salpa dallo scalo belga al traino del rimorchiatore Eraclea per i cantieri di demolizioni turchi di Aliağa, dove giunge il 13 maggio e, posizionatosi in rada, viene spiaggato due giorni dopo.

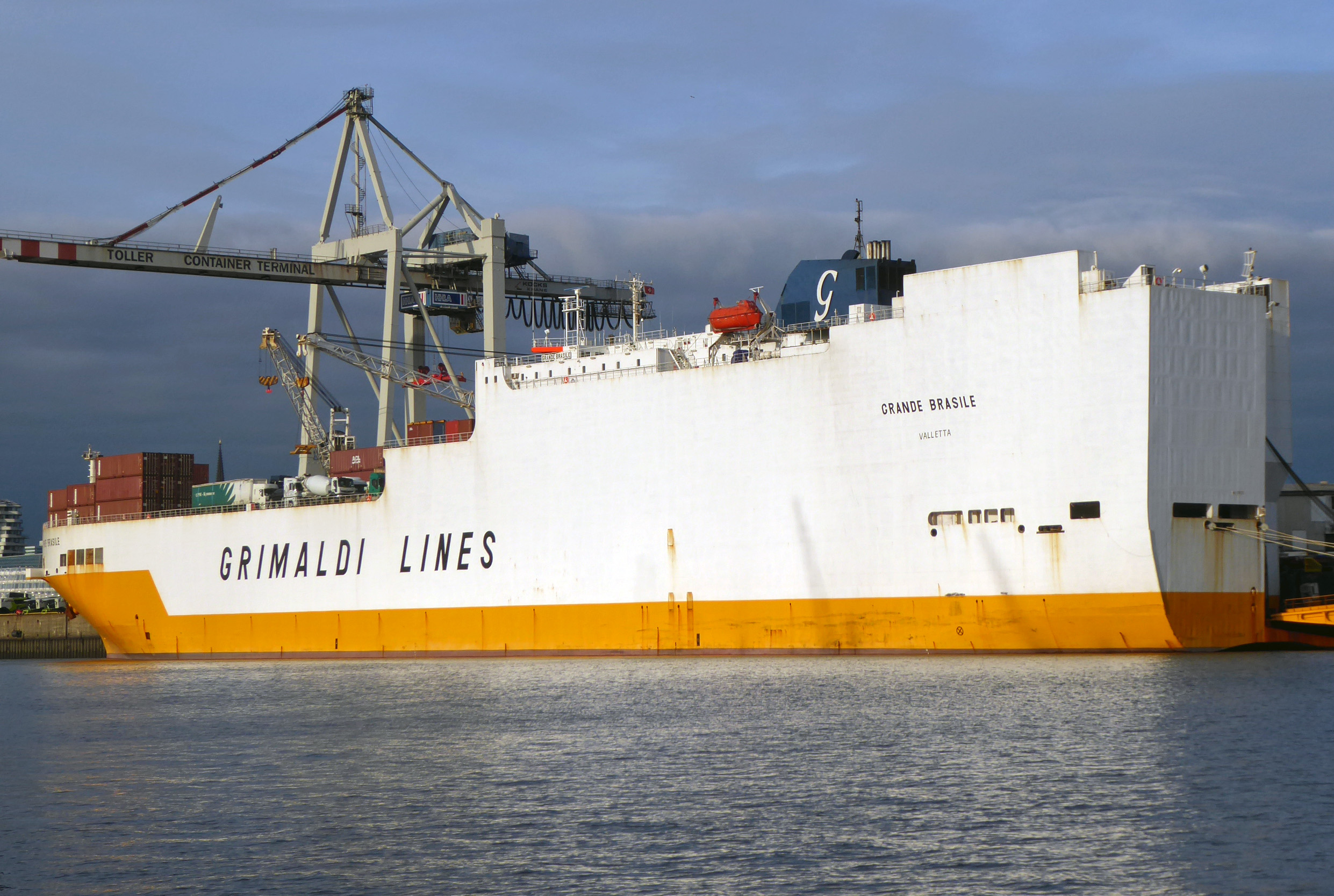
Il Grande Brasile ad Amburgo nel 2021.

## Navi gemelle
- Grande Africa
- Grande Atlantico
- Grande Amburgo
- Grande America
- Grande Argentina
- Grande Buenos Aires
- Grande Francia
- Grande Nigeria
- Grande San Paolo